# 232 г. пр.н.е.
232 (двеста тридесет и втора) година преди новата ера (пр.н.е.) е година от доюлианския (Помпилийски) римски календар.

## Събития

### В Римската република
- Консули са Марк Емилий Лепид и Марк Публиций Малеол.
- Двамата консули са изпратени с армии в Сардиния.[1]
- Народният трибун Гай Фламиний прокарва аграрен закон за раздаване на обществени земи завладяна от галите в Пиценум на бедните в Рим.[1]

### В Гърция
- Лидиад е избран втори път за стратег на Ахейския съюз.[2]
- Областта Акарнания става независима от Епир.[2]

## Родени
- Сян Ю, китайски военачалник (умрял 202 г. пр.н.е.)

## Починали
- Ашока, владетел на империята на Маурите (роден 274 г. пр.н.е.)